# Zupaysaurus rougieri
Zupaysaurus rougieri es la única especie conocida del género extinto Zupaysaurus ("lagarto demonio") de dinosaurio terópodo dilofosáurido, que vivió a finales del período Triásico entre 226 y 206 millones de años, desde el Noriense al Rhaetiense, en lo que hoy es Sudamérica. Sus restos fósiles se encontraron en la provincia Argentina de La Rioja.

## Descripción

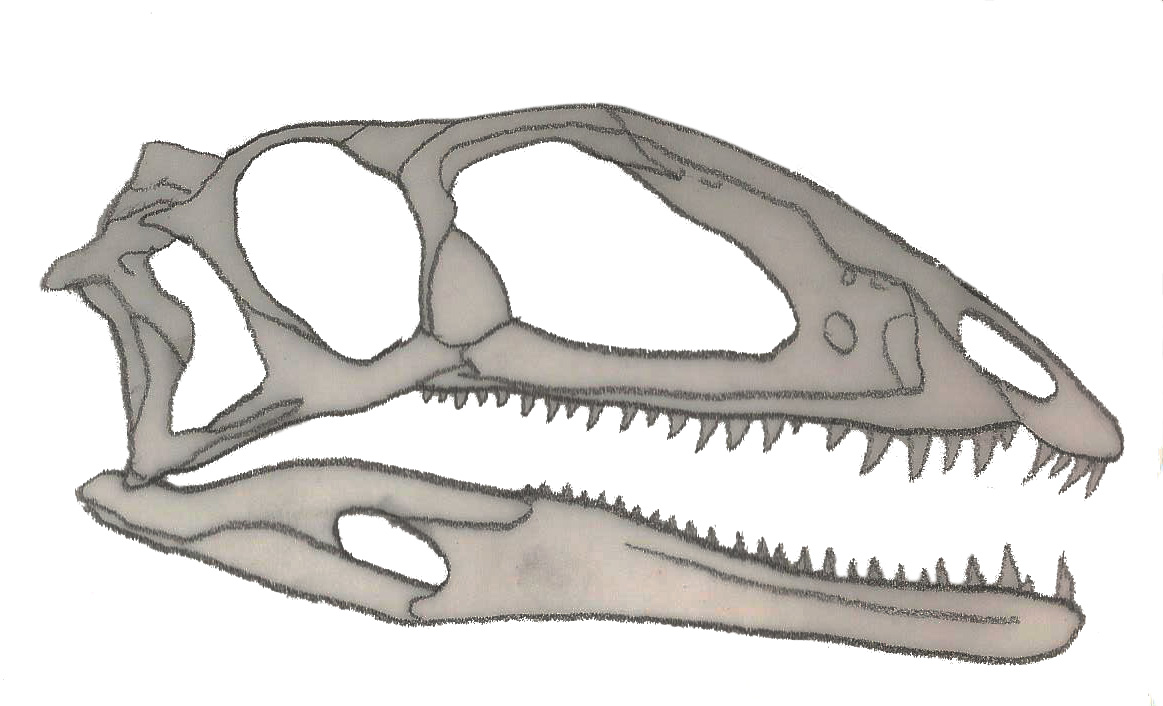
Reconstrucción del cráneo.

El Zupaysaurus fue un terópodo de tamaño medio, alcanzando los 4 m de largo, 1,20 de alto y un peso de 200 kg. El cráneo del adulto llegó a los 45 cm de largo. Como otros de su clase, el Zupaysaurus era bípedo. Un pequeño espacio separando los dientes premaxilares de los maxilares en el maxilar superior, y la fusión del astrágalo y calcáneo en el tobillo, lo ubican junto a los terópodos primitivos.
Zupaysaurus era un terópodo de tamaño mediano. Un cráneo adulto , mide aproximadamente 450 milímetros de largo, lo que sugiere una longitud corporal de aproximadamente 4 metros desde el hocico hasta la punta de la cola. En 2010, Gregory S. Paul dio una longitud de 6 metros  y un peso de 250 kg. En 2016 se le dio un tamaño mucho más pequeño de 4,2 metros  y 70 kg.  Como todos los terópodos, Zupaysaurus caminaba solo sobre sus patas traseras, dejando libres sus patas delanteras para agarrar a su presa. La longitud de los huesos del cuello recuperados sugiere que este género tiene un cuello bastante largo. Como los celofisoides, Zupaysaurus tiene una torcedura en el hocico, entre los huesos premaxilares y maxilares de la mandíbula superior. Se estima que Zupaysaurus tenía 24 dientes y una bisagra intermandibular está presente en la mandíbula inferior.
Como se describió originalmente a Zupaysaurus, la cabeza tenía dos delgadas crestas paralelas en la parte superior del cráneo, similar a los terópodos como Dilophosaurus y Coelophysis kayentakatae. Se cree que estas crestas se formaron únicamente por los huesos nasales , a diferencia de muchos otros terópodos que también incorporaron los huesos lagrimales. Las crestas en el cráneo eran omnipresentes entre los terópodos y pueden haber sido utilizadas con fines comunicativos, como el reconocimiento de especies o género. Sin embargo, análisis más recientes del cráneo han arrojado dudas sobre la presencia de estas crestas en Zupaysaurus. Un resumen inédito presentado en una conferencia reciente indicó que las estructuras inicialmente identificadas como crestas eran en realidad los huesos lagrimales desplazados hacia arriba durante el proceso de fosilización. Otra ornamentación craneal incluía una rugosa cresta lagrimal que se proyectaba lateralmente en la parte superior del cráneo.
Un diagnóstico es una declaración de las características anatómicas de un organismo o grupo que colectivamente lo distinguen de todos los demás organismos. Algunas de las características de un diagnóstico, pero no todas, también son autapomorfias. Una autapomorfía es una característica anatómica distintiva que es exclusiva de un organismo o grupo determinado. Según Ezcurra en 2005 y Ezcurra y Novas en 2006, Zupaysaurus se puede distinguir con base en las siguientes características. La fenestra maxilar se encuentra dentro de la fosa anteorbitaria  el proceso rostral del lagrimal está arqueado ventralmente. El proceso ventral del escamoso está torcido con amplio contacto entre escamoso y cuadratoyugal. El margen ventral maxilar-yugal describe un ángulo obtuso en vista lateral, una muesca en el margen dorsal del proceso ascendente del maxilar, en relación con la rama horizontal del lagrimal, se estrecha rostralmente sobre la bifurcada punta caudal del proceso ascendente del maxilar, un lagrimal con un receso anteorbitario muy neumatizado, un proceso retroarticular mandibular corto y de forma cuadrada , el la cresta cnémica está poco desarrollada.

## Descubrimiento e investigación
Sus fósiles se encontraron en la Formación Los Colorados de la Cuenca Ischigualasto-Villa Unión en el noroeste de Argentina. Aunque aún no se ha descubierto un esqueleto completo. Descubierto en mayo de 1997 por Santiago Reuil, parte del equipo de Guillermo Rougier, luego fue descrito por Arcucci y Coria y publicado en 2003. El nombre Zupaysaurus está compuesto por la palabra quechua supay que significa "diablo" y el vocablo griega sauros, σαυρος, que significa "lagarto", formandose así "Lagarto diablo". En la mitología inca, el supay era tanto el dios de la muerte como el gobernante del ukhu pacha, el inframundo inca siendo asociiado con el diablo después de la conquista. La especie tipo fue nombrada Z. rougieri en honor a Guillermo Rougier, el científico que lideró la expedición que descubrió y recolectó el holotipo, PULR-076. Zupaysaurus fue descrito y nombrado por primera vez en la revista científica Ameghiniana por los paleontólogos argentinos Andrea Arcucci y Rodolfo Coria en 2003. La ciencia solo conoce un espécimen de Zupaysaurus . El espécimen holotipo fue designado PULR-076, que consta de un cráneo casi completo que estaba muy bien conservado, la cintura escapular derecha, la parte inferior de la pierna y el tobillo derechos y doce vértebras del cuello, la espalda y las caderas. Material adicional de un individuo más pequeño encontrado en el mismo sitio puede o no pertenecer a Zupaysaurus.

## Clasificación
Zupaysaurus fue clasificado como el terópodo tetanurano más antiguo conocido debido a varias características de su cráneo, dentición y extremidades posteriores. Sin embargo, los autores originales también observaron varias características típicas de los terópodos más basales. Los análisis de Carano en 2005), Tykoski en 2005) y Ezcurra y Novas en 2005 han clasificado a Zupaysaurus como un celofisoide relacionado con Segisaurus y probablemente con Liliensternus, aunque más basal que Coelophysis. Yates en 2006 encontró que Zupaysaurus formaba un grupo con Dilophosaurus y Dracovenator, ubicándolo en un monofilético Dilophosauridae. Pero estudios posteriores encontraron que Zupaysaurus era un taxón hermano de un clado que contenía dilofosáuridos, ceratosaurianos y tetanuros.

### Filogenia
A continuación se muestra un cladograma basado en el análisis filogenético realizado por Sues et al. en 2011, mostrando las relaciones de Zupaysaurus.
|  | Staurikosaurus                                                 |
|  |                                                                |
|  | \| \| Herrerasaurus \| \| \| \| \| \| Chindesaurus \| \| \| \| |
|  |                                                                |
|  | Herrerasaurus                                                  |
|  |                                                                |
|  | Chindesaurus                                                   |
|  |                                                                |

|  | Herrerasaurus |
|  |               |
|  | Chindesaurus  |
|  |               |

|  | Coelophysis |
|  |             |

|  | Cryolophosaurus                                                                                            |
|  | |
|  | \| \| Dilophosaurus \| \| \| \| \| \| Ter{opods Jurásicos (incluye a Ceratosauria y Tetanurae) \| \| \| \| |
|  | |
|  | Dilophosaurus                                                                                              |
|  | |
|  | Ter{opods Jurásicos (incluye a Ceratosauria y Tetanurae)                                                   |
|  | |

|  | Dilophosaurus                                            |
|  |                                                          |
|  | Ter{opods Jurásicos (incluye a Ceratosauria y Tetanurae) |
|  |                                                          |

|  | Cryolophosaurus                                                                                            |
|  | |
|  | \| \| Dilophosaurus \| \| \| \| \| \| Ter{opods Jurásicos (incluye a Ceratosauria y Tetanurae) \| \| \| \| |
|  | |
|  | Dilophosaurus                                                                                              |
|  | |
|  | Ter{opods Jurásicos (incluye a Ceratosauria y Tetanurae)                                                   |
|  | |

|  | Dilophosaurus                                            |
|  |                                                          |
|  | Ter{opods Jurásicos (incluye a Ceratosauria y Tetanurae) |
|  |                                                          |

|  | Cryolophosaurus                                                                                            |
|  | |
|  | \| \| Dilophosaurus \| \| \| \| \| \| Ter{opods Jurásicos (incluye a Ceratosauria y Tetanurae) \| \| \| \| |
|  | |
|  | Dilophosaurus                                                                                              |
|  | |
|  | Ter{opods Jurásicos (incluye a Ceratosauria y Tetanurae)                                                   |
|  | |

|  | Dilophosaurus                                            |
|  |                                                          |
|  | Ter{opods Jurásicos (incluye a Ceratosauria y Tetanurae) |
|  |                                                          |

|  | Cryolophosaurus                                                                                            |
|  | |
|  | \| \| Dilophosaurus \| \| \| \| \| \| Ter{opods Jurásicos (incluye a Ceratosauria y Tetanurae) \| \| \| \| |
|  | |
|  | Dilophosaurus                                                                                              |
|  | |
|  | Ter{opods Jurásicos (incluye a Ceratosauria y Tetanurae)                                                   |
|  | |

|  | Dilophosaurus                                            |
|  |                                                          |
|  | Ter{opods Jurásicos (incluye a Ceratosauria y Tetanurae) |
|  |                                                          |

|  | Coelophysis |
|  |             |

|  | Cryolophosaurus                                                                                            |
|  | |
|  | \| \| Dilophosaurus \| \| \| \| \| \| Ter{opods Jurásicos (incluye a Ceratosauria y Tetanurae) \| \| \| \| |
|  | |
|  | Dilophosaurus                                                                                              |
|  | |
|  | Ter{opods Jurásicos (incluye a Ceratosauria y Tetanurae)                                                   |
|  | |

|  | Dilophosaurus                                            |
|  |                                                          |
|  | Ter{opods Jurásicos (incluye a Ceratosauria y Tetanurae) |
|  |                                                          |

|  | Cryolophosaurus                                                                                            |
|  | |
|  | \| \| Dilophosaurus \| \| \| \| \| \| Ter{opods Jurásicos (incluye a Ceratosauria y Tetanurae) \| \| \| \| |
|  | |
|  | Dilophosaurus                                                                                              |
|  | |
|  | Ter{opods Jurásicos (incluye a Ceratosauria y Tetanurae)                                                   |
|  | |

|  | Dilophosaurus                                            |
|  |                                                          |
|  | Ter{opods Jurásicos (incluye a Ceratosauria y Tetanurae) |
|  |                                                          |

|  | Cryolophosaurus                                                                                            |
|  | |
|  | \| \| Dilophosaurus \| \| \| \| \| \| Ter{opods Jurásicos (incluye a Ceratosauria y Tetanurae) \| \| \| \| |
|  | |
|  | Dilophosaurus                                                                                              |
|  | |
|  | Ter{opods Jurásicos (incluye a Ceratosauria y Tetanurae)                                                   |
|  | |

|  | Dilophosaurus                                            |
|  |                                                          |
|  | Ter{opods Jurásicos (incluye a Ceratosauria y Tetanurae) |
|  |                                                          |

|  | Cryolophosaurus                                                                                            |
|  | |
|  | \| \| Dilophosaurus \| \| \| \| \| \| Ter{opods Jurásicos (incluye a Ceratosauria y Tetanurae) \| \| \| \| |
|  | |
|  | Dilophosaurus                                                                                              |
|  | |
|  | Ter{opods Jurásicos (incluye a Ceratosauria y Tetanurae)                                                   |
|  | |

|  | Dilophosaurus                                            |
|  |                                                          |
|  | Ter{opods Jurásicos (incluye a Ceratosauria y Tetanurae) |
|  |                                                          |

|  | Coelophysis |
|  |             |

|  | Cryolophosaurus                                                                                            |
|  | |
|  | \| \| Dilophosaurus \| \| \| \| \| \| Ter{opods Jurásicos (incluye a Ceratosauria y Tetanurae) \| \| \| \| |
|  | |
|  | Dilophosaurus                                                                                              |
|  | |
|  | Ter{opods Jurásicos (incluye a Ceratosauria y Tetanurae)                                                   |
|  | |

|  | Dilophosaurus                                            |
|  |                                                          |
|  | Ter{opods Jurásicos (incluye a Ceratosauria y Tetanurae) |
|  |                                                          |

|  | Cryolophosaurus                                                                                            |
|  | |
|  | \| \| Dilophosaurus \| \| \| \| \| \| Ter{opods Jurásicos (incluye a Ceratosauria y Tetanurae) \| \| \| \| |
|  | |
|  | Dilophosaurus                                                                                              |
|  | |
|  | Ter{opods Jurásicos (incluye a Ceratosauria y Tetanurae)                                                   |
|  | |

|  | Dilophosaurus                                            |
|  |                                                          |
|  | Ter{opods Jurásicos (incluye a Ceratosauria y Tetanurae) |
|  |                                                          |

|  | Cryolophosaurus                                                                                            |
|  | |
|  | \| \| Dilophosaurus \| \| \| \| \| \| Ter{opods Jurásicos (incluye a Ceratosauria y Tetanurae) \| \| \| \| |
|  | |
|  | Dilophosaurus                                                                                              |
|  | |
|  | Ter{opods Jurásicos (incluye a Ceratosauria y Tetanurae)                                                   |
|  | |

|  | Dilophosaurus                                            |
|  |                                                          |
|  | Ter{opods Jurásicos (incluye a Ceratosauria y Tetanurae) |
|  |                                                          |

|  | Cryolophosaurus                                                                                            |
|  | |
|  | \| \| Dilophosaurus \| \| \| \| \| \| Ter{opods Jurásicos (incluye a Ceratosauria y Tetanurae) \| \| \| \| |
|  | |
|  | Dilophosaurus                                                                                              |
|  | |
|  | Ter{opods Jurásicos (incluye a Ceratosauria y Tetanurae)                                                   |
|  | |

|  | Dilophosaurus                                            |
|  |                                                          |
|  | Ter{opods Jurásicos (incluye a Ceratosauria y Tetanurae) |
|  |                                                          |

|  | Coelophysis |
|  |             |

|  | Cryolophosaurus                                                                                            |
|  | |
|  | \| \| Dilophosaurus \| \| \| \| \| \| Ter{opods Jurásicos (incluye a Ceratosauria y Tetanurae) \| \| \| \| |
|  | |
|  | Dilophosaurus                                                                                              |
|  | |
|  | Ter{opods Jurásicos (incluye a Ceratosauria y Tetanurae)                                                   |
|  | |

|  | Dilophosaurus                                            |
|  |                                                          |
|  | Ter{opods Jurásicos (incluye a Ceratosauria y Tetanurae) |
|  |                                                          |

|  | Cryolophosaurus                                                                                            |
|  | |
|  | \| \| Dilophosaurus \| \| \| \| \| \| Ter{opods Jurásicos (incluye a Ceratosauria y Tetanurae) \| \| \| \| |
|  | |
|  | Dilophosaurus                                                                                              |
|  | |
|  | Ter{opods Jurásicos (incluye a Ceratosauria y Tetanurae)                                                   |
|  | |

|  | Dilophosaurus                                            |
|  |                                                          |
|  | Ter{opods Jurásicos (incluye a Ceratosauria y Tetanurae) |
|  |                                                          |

|  | Cryolophosaurus                                                                                            |
|  | |
|  | \| \| Dilophosaurus \| \| \| \| \| \| Ter{opods Jurásicos (incluye a Ceratosauria y Tetanurae) \| \| \| \| |
|  | |
|  | Dilophosaurus                                                                                              |
|  | |
|  | Ter{opods Jurásicos (incluye a Ceratosauria y Tetanurae)                                                   |
|  | |

|  | Dilophosaurus                                            |
|  |                                                          |
|  | Ter{opods Jurásicos (incluye a Ceratosauria y Tetanurae) |
|  |                                                          |

|  | Cryolophosaurus                                                                                            |
|  | |
|  | \| \| Dilophosaurus \| \| \| \| \| \| Ter{opods Jurásicos (incluye a Ceratosauria y Tetanurae) \| \| \| \| |
|  | |
|  | Dilophosaurus                                                                                              |
|  | |
|  | Ter{opods Jurásicos (incluye a Ceratosauria y Tetanurae)                                                   |
|  | |

|  | Dilophosaurus                                            |
|  |                                                          |
|  | Ter{opods Jurásicos (incluye a Ceratosauria y Tetanurae) |
|  |                                                          |

|  | Coelophysis |
|  |             |

|  | Cryolophosaurus                                                                                            |
|  | |
|  | \| \| Dilophosaurus \| \| \| \| \| \| Ter{opods Jurásicos (incluye a Ceratosauria y Tetanurae) \| \| \| \| |
|  | |
|  | Dilophosaurus                                                                                              |
|  | |
|  | Ter{opods Jurásicos (incluye a Ceratosauria y Tetanurae)                                                   |
|  | |

|  | Dilophosaurus                                            |
|  |                                                          |
|  | Ter{opods Jurásicos (incluye a Ceratosauria y Tetanurae) |
|  |                                                          |

|  | Cryolophosaurus                                                                                            |
|  | |
|  | \| \| Dilophosaurus \| \| \| \| \| \| Ter{opods Jurásicos (incluye a Ceratosauria y Tetanurae) \| \| \| \| |
|  | |
|  | Dilophosaurus                                                                                              |
|  | |
|  | Ter{opods Jurásicos (incluye a Ceratosauria y Tetanurae)                                                   |
|  | |

|  | Dilophosaurus                                            |
|  |                                                          |
|  | Ter{opods Jurásicos (incluye a Ceratosauria y Tetanurae) |
|  |                                                          |

|  | Cryolophosaurus                                                                                            |
|  | |
|  | \| \| Dilophosaurus \| \| \| \| \| \| Ter{opods Jurásicos (incluye a Ceratosauria y Tetanurae) \| \| \| \| |
|  | |
|  | Dilophosaurus                                                                                              |
|  | |
|  | Ter{opods Jurásicos (incluye a Ceratosauria y Tetanurae)                                                   |
|  | |

|  | Dilophosaurus                                            |
|  |                                                          |
|  | Ter{opods Jurásicos (incluye a Ceratosauria y Tetanurae) |
|  |                                                          |

|  | Cryolophosaurus                                                                                            |
|  | |
|  | \| \| Dilophosaurus \| \| \| \| \| \| Ter{opods Jurásicos (incluye a Ceratosauria y Tetanurae) \| \| \| \| |
|  | |
|  | Dilophosaurus                                                                                              |
|  | |
|  | Ter{opods Jurásicos (incluye a Ceratosauria y Tetanurae)                                                   |
|  | |

|  | Dilophosaurus                                            |
|  |                                                          |
|  | Ter{opods Jurásicos (incluye a Ceratosauria y Tetanurae) |
|  |                                                          |

|  | Coelophysis |
|  |             |

|  | Cryolophosaurus                                                                                            |
|  | |
|  | \| \| Dilophosaurus \| \| \| \| \| \| Ter{opods Jurásicos (incluye a Ceratosauria y Tetanurae) \| \| \| \| |
|  | |
|  | Dilophosaurus                                                                                              |
|  | |
|  | Ter{opods Jurásicos (incluye a Ceratosauria y Tetanurae)                                                   |
|  | |

|  | Dilophosaurus                                            |
|  |                                                          |
|  | Ter{opods Jurásicos (incluye a Ceratosauria y Tetanurae) |
|  |                                                          |

|  | Cryolophosaurus                                                                                            |
|  | |
|  | \| \| Dilophosaurus \| \| \| \| \| \| Ter{opods Jurásicos (incluye a Ceratosauria y Tetanurae) \| \| \| \| |
|  | |
|  | Dilophosaurus                                                                                              |
|  | |
|  | Ter{opods Jurásicos (incluye a Ceratosauria y Tetanurae)                                                   |
|  | |

|  | Dilophosaurus                                            |
|  |                                                          |
|  | Ter{opods Jurásicos (incluye a Ceratosauria y Tetanurae) |
|  |                                                          |

|  | Cryolophosaurus                                                                                            |
|  | |
|  | \| \| Dilophosaurus \| \| \| \| \| \| Ter{opods Jurásicos (incluye a Ceratosauria y Tetanurae) \| \| \| \| |
|  | |
|  | Dilophosaurus                                                                                              |
|  | |
|  | Ter{opods Jurásicos (incluye a Ceratosauria y Tetanurae)                                                   |
|  | |

|  | Dilophosaurus                                            |
|  |                                                          |
|  | Ter{opods Jurásicos (incluye a Ceratosauria y Tetanurae) |
|  |                                                          |

|  | Cryolophosaurus                                                                                            |
|  | |
|  | \| \| Dilophosaurus \| \| \| \| \| \| Ter{opods Jurásicos (incluye a Ceratosauria y Tetanurae) \| \| \| \| |
|  | |
|  | Dilophosaurus                                                                                              |
|  | |
|  | Ter{opods Jurásicos (incluye a Ceratosauria y Tetanurae)                                                   |
|  | |

|  | Dilophosaurus                                            |
|  |                                                          |
|  | Ter{opods Jurásicos (incluye a Ceratosauria y Tetanurae) |
|  |                                                          |

|  | Coelophysis |
|  |             |

|  | Cryolophosaurus                                                                                            |
|  | |
|  | \| \| Dilophosaurus \| \| \| \| \| \| Ter{opods Jurásicos (incluye a Ceratosauria y Tetanurae) \| \| \| \| |
|  | |
|  | Dilophosaurus                                                                                              |
|  | |
|  | Ter{opods Jurásicos (incluye a Ceratosauria y Tetanurae)                                                   |
|  | |

|  | Dilophosaurus                                            |
|  |                                                          |
|  | Ter{opods Jurásicos (incluye a Ceratosauria y Tetanurae) |
|  |                                                          |

|  | Cryolophosaurus                                                                                            |
|  | |
|  | \| \| Dilophosaurus \| \| \| \| \| \| Ter{opods Jurásicos (incluye a Ceratosauria y Tetanurae) \| \| \| \| |
|  | |
|  | Dilophosaurus                                                                                              |
|  | |
|  | Ter{opods Jurásicos (incluye a Ceratosauria y Tetanurae)                                                   |
|  | |

|  | Dilophosaurus                                            |
|  |                                                          |
|  | Ter{opods Jurásicos (incluye a Ceratosauria y Tetanurae) |
|  |                                                          |

|  | Cryolophosaurus                                                                                            |
|  | |
|  | \| \| Dilophosaurus \| \| \| \| \| \| Ter{opods Jurásicos (incluye a Ceratosauria y Tetanurae) \| \| \| \| |
|  | |
|  | Dilophosaurus                                                                                              |
|  | |
|  | Ter{opods Jurásicos (incluye a Ceratosauria y Tetanurae)                                                   |
|  | |

|  | Dilophosaurus                                            |
|  |                                                          |
|  | Ter{opods Jurásicos (incluye a Ceratosauria y Tetanurae) |
|  |                                                          |

|  | Cryolophosaurus                                                                                            |
|  | |
|  | \| \| Dilophosaurus \| \| \| \| \| \| Ter{opods Jurásicos (incluye a Ceratosauria y Tetanurae) \| \| \| \| |
|  | |
|  | Dilophosaurus                                                                                              |
|  | |
|  | Ter{opods Jurásicos (incluye a Ceratosauria y Tetanurae)                                                   |
|  | |

|  | Dilophosaurus                                            |
|  |                                                          |
|  | Ter{opods Jurásicos (incluye a Ceratosauria y Tetanurae) |
|  |                                                          |

|  | Coelophysis |
|  |             |

|  | Cryolophosaurus                                                                                            |
|  | |
|  | \| \| Dilophosaurus \| \| \| \| \| \| Ter{opods Jurásicos (incluye a Ceratosauria y Tetanurae) \| \| \| \| |
|  | |
|  | Dilophosaurus                                                                                              |
|  | |
|  | Ter{opods Jurásicos (incluye a Ceratosauria y Tetanurae)                                                   |
|  | |

|  | Dilophosaurus                                            |
|  |                                                          |
|  | Ter{opods Jurásicos (incluye a Ceratosauria y Tetanurae) |
|  |                                                          |

|  | Cryolophosaurus                                                                                            |
|  | |
|  | \| \| Dilophosaurus \| \| \| \| \| \| Ter{opods Jurásicos (incluye a Ceratosauria y Tetanurae) \| \| \| \| |
|  | |
|  | Dilophosaurus                                                                                              |
|  | |
|  | Ter{opods Jurásicos (incluye a Ceratosauria y Tetanurae)                                                   |
|  | |

|  | Dilophosaurus                                            |
|  |                                                          |
|  | Ter{opods Jurásicos (incluye a Ceratosauria y Tetanurae) |
|  |                                                          |

|  | Cryolophosaurus                                                                                            |
|  | |
|  | \| \| Dilophosaurus \| \| \| \| \| \| Ter{opods Jurásicos (incluye a Ceratosauria y Tetanurae) \| \| \| \| |
|  | |
|  | Dilophosaurus                                                                                              |
|  | |
|  | Ter{opods Jurásicos (incluye a Ceratosauria y Tetanurae)                                                   |
|  | |

|  | Dilophosaurus                                            |
|  |                                                          |
|  | Ter{opods Jurásicos (incluye a Ceratosauria y Tetanurae) |
|  |                                                          |

|  | Cryolophosaurus                                                                                            |
|  | |
|  | \| \| Dilophosaurus \| \| \| \| \| \| Ter{opods Jurásicos (incluye a Ceratosauria y Tetanurae) \| \| \| \| |
|  | |
|  | Dilophosaurus                                                                                              |
|  | |
|  | Ter{opods Jurásicos (incluye a Ceratosauria y Tetanurae)                                                   |
|  | |

|  | Dilophosaurus                                            |
|  |                                                          |
|  | Ter{opods Jurásicos (incluye a Ceratosauria y Tetanurae) |
|  |                                                          |

|  | Coelophysis |
|  |             |

|  | Cryolophosaurus                                                                                            |
|  | |
|  | \| \| Dilophosaurus \| \| \| \| \| \| Ter{opods Jurásicos (incluye a Ceratosauria y Tetanurae) \| \| \| \| |
|  | |
|  | Dilophosaurus                                                                                              |
|  | |
|  | Ter{opods Jurásicos (incluye a Ceratosauria y Tetanurae)                                                   |
|  | |

|  | Dilophosaurus                                            |
|  |                                                          |
|  | Ter{opods Jurásicos (incluye a Ceratosauria y Tetanurae) |
|  |                                                          |

|  | Cryolophosaurus                                                                                            |
|  | |
|  | \| \| Dilophosaurus \| \| \| \| \| \| Ter{opods Jurásicos (incluye a Ceratosauria y Tetanurae) \| \| \| \| |
|  | |
|  | Dilophosaurus                                                                                              |
|  | |
|  | Ter{opods Jurásicos (incluye a Ceratosauria y Tetanurae)                                                   |
|  | |

|  | Dilophosaurus                                            |
|  |                                                          |
|  | Ter{opods Jurásicos (incluye a Ceratosauria y Tetanurae) |
|  |                                                          |

|  | Cryolophosaurus                                                                                            |
|  | |
|  | \| \| Dilophosaurus \| \| \| \| \| \| Ter{opods Jurásicos (incluye a Ceratosauria y Tetanurae) \| \| \| \| |
|  | |
|  | Dilophosaurus                                                                                              |
|  | |
|  | Ter{opods Jurásicos (incluye a Ceratosauria y Tetanurae)                                                   |
|  | |

|  | Dilophosaurus                                            |
|  |                                                          |
|  | Ter{opods Jurásicos (incluye a Ceratosauria y Tetanurae) |
|  |                                                          |

|  | Cryolophosaurus                                                                                            |
|  | |
|  | \| \| Dilophosaurus \| \| \| \| \| \| Ter{opods Jurásicos (incluye a Ceratosauria y Tetanurae) \| \| \| \| |
|  | |
|  | Dilophosaurus                                                                                              |
|  | |
|  | Ter{opods Jurásicos (incluye a Ceratosauria y Tetanurae)                                                   |
|  | |

|  | Dilophosaurus                                            |
|  |                                                          |
|  | Ter{opods Jurásicos (incluye a Ceratosauria y Tetanurae) |
|  |                                                          |

|  | Coelophysis |
|  |             |

|  | Cryolophosaurus                                                                                            |
|  | |
|  | \| \| Dilophosaurus \| \| \| \| \| \| Ter{opods Jurásicos (incluye a Ceratosauria y Tetanurae) \| \| \| \| |
|  | |
|  | Dilophosaurus                                                                                              |
|  | |
|  | Ter{opods Jurásicos (incluye a Ceratosauria y Tetanurae)                                                   |
|  | |

|  | Dilophosaurus                                            |
|  |                                                          |
|  | Ter{opods Jurásicos (incluye a Ceratosauria y Tetanurae) |
|  |                                                          |

|  | Cryolophosaurus                                                                                            |
|  | |
|  | \| \| Dilophosaurus \| \| \| \| \| \| Ter{opods Jurásicos (incluye a Ceratosauria y Tetanurae) \| \| \| \| |
|  | |
|  | Dilophosaurus                                                                                              |
|  | |
|  | Ter{opods Jurásicos (incluye a Ceratosauria y Tetanurae)                                                   |
|  | |

|  | Dilophosaurus                                            |
|  |                                                          |
|  | Ter{opods Jurásicos (incluye a Ceratosauria y Tetanurae) |
|  |                                                          |

|  | Cryolophosaurus                                                                                            |
|  | |
|  | \| \| Dilophosaurus \| \| \| \| \| \| Ter{opods Jurásicos (incluye a Ceratosauria y Tetanurae) \| \| \| \| |
|  | |
|  | Dilophosaurus                                                                                              |
|  | |
|  | Ter{opods Jurásicos (incluye a Ceratosauria y Tetanurae)                                                   |
|  | |

|  | Dilophosaurus                                            |
|  |                                                          |
|  | Ter{opods Jurásicos (incluye a Ceratosauria y Tetanurae) |
|  |                                                          |

|  | Cryolophosaurus                                                                                            |
|  | |
|  | \| \| Dilophosaurus \| \| \| \| \| \| Ter{opods Jurásicos (incluye a Ceratosauria y Tetanurae) \| \| \| \| |
|  | |
|  | Dilophosaurus                                                                                              |
|  | |
|  | Ter{opods Jurásicos (incluye a Ceratosauria y Tetanurae)                                                   |
|  | |

|  | Dilophosaurus                                            |
|  |                                                          |
|  | Ter{opods Jurásicos (incluye a Ceratosauria y Tetanurae) |
|  |                                                          |

|  | Coelophysis |
|  |             |

|  | Cryolophosaurus                                                                                            |
|  | |
|  | \| \| Dilophosaurus \| \| \| \| \| \| Ter{opods Jurásicos (incluye a Ceratosauria y Tetanurae) \| \| \| \| |
|  | |
|  | Dilophosaurus                                                                                              |
|  | |
|  | Ter{opods Jurásicos (incluye a Ceratosauria y Tetanurae)                                                   |
|  | |

|  | Dilophosaurus                                            |
|  |                                                          |
|  | Ter{opods Jurásicos (incluye a Ceratosauria y Tetanurae) |
|  |                                                          |

|  | Cryolophosaurus                                                                                            |
|  | |
|  | \| \| Dilophosaurus \| \| \| \| \| \| Ter{opods Jurásicos (incluye a Ceratosauria y Tetanurae) \| \| \| \| |
|  | |
|  | Dilophosaurus                                                                                              |
|  | |
|  | Ter{opods Jurásicos (incluye a Ceratosauria y Tetanurae)                                                   |
|  | |

|  | Dilophosaurus                                            |
|  |                                                          |
|  | Ter{opods Jurásicos (incluye a Ceratosauria y Tetanurae) |
|  |                                                          |

|  | Cryolophosaurus                                                                                            |
|  | |
|  | \| \| Dilophosaurus \| \| \| \| \| \| Ter{opods Jurásicos (incluye a Ceratosauria y Tetanurae) \| \| \| \| |
|  | |
|  | Dilophosaurus                                                                                              |
|  | |
|  | Ter{opods Jurásicos (incluye a Ceratosauria y Tetanurae)                                                   |
|  | |

|  | Dilophosaurus                                            |
|  |                                                          |
|  | Ter{opods Jurásicos (incluye a Ceratosauria y Tetanurae) |
|  |                                                          |

|  | Cryolophosaurus                                                                                            |
|  | |
|  | \| \| Dilophosaurus \| \| \| \| \| \| Ter{opods Jurásicos (incluye a Ceratosauria y Tetanurae) \| \| \| \| |
|  | |
|  | Dilophosaurus                                                                                              |
|  | |
|  | Ter{opods Jurásicos (incluye a Ceratosauria y Tetanurae)                                                   |
|  | |

|  | Dilophosaurus                                            |
|  |                                                          |
|  | Ter{opods Jurásicos (incluye a Ceratosauria y Tetanurae) |
|  |                                                          |

|  | Coelophysis |
|  |             |

|  | Cryolophosaurus                                                                                            |
|  | |
|  | \| \| Dilophosaurus \| \| \| \| \| \| Ter{opods Jurásicos (incluye a Ceratosauria y Tetanurae) \| \| \| \| |
|  | |
|  | Dilophosaurus                                                                                              |
|  | |
|  | Ter{opods Jurásicos (incluye a Ceratosauria y Tetanurae)                                                   |
|  | |

|  | Dilophosaurus                                            |
|  |                                                          |
|  | Ter{opods Jurásicos (incluye a Ceratosauria y Tetanurae) |
|  |                                                          |

|  | Cryolophosaurus                                                                                            |
|  | |
|  | \| \| Dilophosaurus \| \| \| \| \| \| Ter{opods Jurásicos (incluye a Ceratosauria y Tetanurae) \| \| \| \| |
|  | |
|  | Dilophosaurus                                                                                              |
|  | |
|  | Ter{opods Jurásicos (incluye a Ceratosauria y Tetanurae)                                                   |
|  | |

|  | Dilophosaurus                                            |
|  |                                                          |
|  | Ter{opods Jurásicos (incluye a Ceratosauria y Tetanurae) |
|  |                                                          |

|  | Cryolophosaurus                                                                                            |
|  | |
|  | \| \| Dilophosaurus \| \| \| \| \| \| Ter{opods Jurásicos (incluye a Ceratosauria y Tetanurae) \| \| \| \| |
|  | |
|  | Dilophosaurus                                                                                              |
|  | |
|  | Ter{opods Jurásicos (incluye a Ceratosauria y Tetanurae)                                                   |
|  | |

|  | Dilophosaurus                                            |
|  |                                                          |
|  | Ter{opods Jurásicos (incluye a Ceratosauria y Tetanurae) |
|  |                                                          |

|  | Cryolophosaurus                                                                                            |
|  | |
|  | \| \| Dilophosaurus \| \| \| \| \| \| Ter{opods Jurásicos (incluye a Ceratosauria y Tetanurae) \| \| \| \| |
|  | |
|  | Dilophosaurus                                                                                              |
|  | |
|  | Ter{opods Jurásicos (incluye a Ceratosauria y Tetanurae)                                                   |
|  | |

|  | Dilophosaurus                                            |
|  |                                                          |
|  | Ter{opods Jurásicos (incluye a Ceratosauria y Tetanurae) |
|  |                                                          |

|  | Coelophysis |
|  |             |

|  | Cryolophosaurus                                                                                            |
|  | |
|  | \| \| Dilophosaurus \| \| \| \| \| \| Ter{opods Jurásicos (incluye a Ceratosauria y Tetanurae) \| \| \| \| |
|  | |
|  | Dilophosaurus                                                                                              |
|  | |
|  | Ter{opods Jurásicos (incluye a Ceratosauria y Tetanurae)                                                   |
|  | |

|  | Dilophosaurus                                            |
|  |                                                          |
|  | Ter{opods Jurásicos (incluye a Ceratosauria y Tetanurae) |
|  |                                                          |

|  | Cryolophosaurus                                                                                            |
|  | |
|  | \| \| Dilophosaurus \| \| \| \| \| \| Ter{opods Jurásicos (incluye a Ceratosauria y Tetanurae) \| \| \| \| |
|  | |
|  | Dilophosaurus                                                                                              |
|  | |
|  | Ter{opods Jurásicos (incluye a Ceratosauria y Tetanurae)                                                   |
|  | |

|  | Dilophosaurus                                            |
|  |                                                          |
|  | Ter{opods Jurásicos (incluye a Ceratosauria y Tetanurae) |
|  |                                                          |

|  | Cryolophosaurus                                                                                            |
|  | |
|  | \| \| Dilophosaurus \| \| \| \| \| \| Ter{opods Jurásicos (incluye a Ceratosauria y Tetanurae) \| \| \| \| |
|  | |
|  | Dilophosaurus                                                                                              |
|  | |
|  | Ter{opods Jurásicos (incluye a Ceratosauria y Tetanurae)                                                   |
|  | |

|  | Dilophosaurus                                            |
|  |                                                          |
|  | Ter{opods Jurásicos (incluye a Ceratosauria y Tetanurae) |
|  |                                                          |

|  | Cryolophosaurus                                                                                            |
|  | |
|  | \| \| Dilophosaurus \| \| \| \| \| \| Ter{opods Jurásicos (incluye a Ceratosauria y Tetanurae) \| \| \| \| |
|  | |
|  | Dilophosaurus                                                                                              |
|  | |
|  | Ter{opods Jurásicos (incluye a Ceratosauria y Tetanurae)                                                   |
|  | |

|  | Dilophosaurus                                            |
|  |                                                          |
|  | Ter{opods Jurásicos (incluye a Ceratosauria y Tetanurae) |
|  |                                                          |

|  | Coelophysis |
|  |             |

|  | Cryolophosaurus                                                                                            |
|  | |
|  | \| \| Dilophosaurus \| \| \| \| \| \| Ter{opods Jurásicos (incluye a Ceratosauria y Tetanurae) \| \| \| \| |
|  | |
|  | Dilophosaurus                                                                                              |
|  | |
|  | Ter{opods Jurásicos (incluye a Ceratosauria y Tetanurae)                                                   |
|  | |

|  | Dilophosaurus                                            |
|  |                                                          |
|  | Ter{opods Jurásicos (incluye a Ceratosauria y Tetanurae) |
|  |                                                          |

|  | Cryolophosaurus                                                                                            |
|  | |
|  | \| \| Dilophosaurus \| \| \| \| \| \| Ter{opods Jurásicos (incluye a Ceratosauria y Tetanurae) \| \| \| \| |
|  | |
|  | Dilophosaurus                                                                                              |
|  | |
|  | Ter{opods Jurásicos (incluye a Ceratosauria y Tetanurae)                                                   |
|  | |

|  | Dilophosaurus                                            |
|  |                                                          |
|  | Ter{opods Jurásicos (incluye a Ceratosauria y Tetanurae) |
|  |                                                          |

|  | Cryolophosaurus                                                                                            |
|  | |
|  | \| \| Dilophosaurus \| \| \| \| \| \| Ter{opods Jurásicos (incluye a Ceratosauria y Tetanurae) \| \| \| \| |
|  | |
|  | Dilophosaurus                                                                                              |
|  | |
|  | Ter{opods Jurásicos (incluye a Ceratosauria y Tetanurae)                                                   |
|  | |

|  | Dilophosaurus                                            |
|  |                                                          |
|  | Ter{opods Jurásicos (incluye a Ceratosauria y Tetanurae) |
|  |                                                          |

|  | Cryolophosaurus                                                                                            |
|  | |
|  | \| \| Dilophosaurus \| \| \| \| \| \| Ter{opods Jurásicos (incluye a Ceratosauria y Tetanurae) \| \| \| \| |
|  | |
|  | Dilophosaurus                                                                                              |
|  | |
|  | Ter{opods Jurásicos (incluye a Ceratosauria y Tetanurae)                                                   |
|  | |

|  | Dilophosaurus                                            |
|  |                                                          |
|  | Ter{opods Jurásicos (incluye a Ceratosauria y Tetanurae) |
|  |                                                          |

|  | Coelophysis |
|  |             |

|  | Cryolophosaurus                                                                                            |
|  | |
|  | \| \| Dilophosaurus \| \| \| \| \| \| Ter{opods Jurásicos (incluye a Ceratosauria y Tetanurae) \| \| \| \| |
|  | |
|  | Dilophosaurus                                                                                              |
|  | |
|  | Ter{opods Jurásicos (incluye a Ceratosauria y Tetanurae)                                                   |
|  | |

|  | Dilophosaurus                                            |
|  |                                                          |
|  | Ter{opods Jurásicos (incluye a Ceratosauria y Tetanurae) |
|  |                                                          |

|  | Cryolophosaurus                                                                                            |
|  | |
|  | \| \| Dilophosaurus \| \| \| \| \| \| Ter{opods Jurásicos (incluye a Ceratosauria y Tetanurae) \| \| \| \| |
|  | |
|  | Dilophosaurus                                                                                              |
|  | |
|  | Ter{opods Jurásicos (incluye a Ceratosauria y Tetanurae)                                                   |
|  | |

|  | Dilophosaurus                                            |
|  |                                                          |
|  | Ter{opods Jurásicos (incluye a Ceratosauria y Tetanurae) |
|  |                                                          |

|  | Cryolophosaurus                                                                                            |
|  | |
|  | \| \| Dilophosaurus \| \| \| \| \| \| Ter{opods Jurásicos (incluye a Ceratosauria y Tetanurae) \| \| \| \| |
|  | |
|  | Dilophosaurus                                                                                              |
|  | |
|  | Ter{opods Jurásicos (incluye a Ceratosauria y Tetanurae)                                                   |
|  | |

|  | Dilophosaurus                                            |
|  |                                                          |
|  | Ter{opods Jurásicos (incluye a Ceratosauria y Tetanurae) |
|  |                                                          |

|  | Cryolophosaurus                                                                                            |
|  | |
|  | \| \| Dilophosaurus \| \| \| \| \| \| Ter{opods Jurásicos (incluye a Ceratosauria y Tetanurae) \| \| \| \| |
|  | |
|  | Dilophosaurus                                                                                              |
|  | |
|  | Ter{opods Jurásicos (incluye a Ceratosauria y Tetanurae)                                                   |
|  | |

|  | Dilophosaurus                                            |
|  |                                                          |
|  | Ter{opods Jurásicos (incluye a Ceratosauria y Tetanurae) |
|  |                                                          |

|  | Coelophysis |
|  |             |

|  | Cryolophosaurus                                                                                            |
|  | |
|  | \| \| Dilophosaurus \| \| \| \| \| \| Ter{opods Jurásicos (incluye a Ceratosauria y Tetanurae) \| \| \| \| |
|  | |
|  | Dilophosaurus                                                                                              |
|  | |
|  | Ter{opods Jurásicos (incluye a Ceratosauria y Tetanurae)                                                   |
|  | |

|  | Dilophosaurus                                            |
|  |                                                          |
|  | Ter{opods Jurásicos (incluye a Ceratosauria y Tetanurae) |
|  |                                                          |

|  | Cryolophosaurus                                                                                            |
|  | |
|  | \| \| Dilophosaurus \| \| \| \| \| \| Ter{opods Jurásicos (incluye a Ceratosauria y Tetanurae) \| \| \| \| |
|  | |
|  | Dilophosaurus                                                                                              |
|  | |
|  | Ter{opods Jurásicos (incluye a Ceratosauria y Tetanurae)                                                   |
|  | |

|  | Dilophosaurus                                            |
|  |                                                          |
|  | Ter{opods Jurásicos (incluye a Ceratosauria y Tetanurae) |
|  |                                                          |

|  | Cryolophosaurus                                                                                            |
|  | |
|  | \| \| Dilophosaurus \| \| \| \| \| \| Ter{opods Jurásicos (incluye a Ceratosauria y Tetanurae) \| \| \| \| |
|  | |
|  | Dilophosaurus                                                                                              |
|  | |
|  | Ter{opods Jurásicos (incluye a Ceratosauria y Tetanurae)                                                   |
|  | |

|  | Dilophosaurus                                            |
|  |                                                          |
|  | Ter{opods Jurásicos (incluye a Ceratosauria y Tetanurae) |
|  |                                                          |

|  | Cryolophosaurus                                                                                            |
|  | |
|  | \| \| Dilophosaurus \| \| \| \| \| \| Ter{opods Jurásicos (incluye a Ceratosauria y Tetanurae) \| \| \| \| |
|  | |
|  | Dilophosaurus                                                                                              |
|  | |
|  | Ter{opods Jurásicos (incluye a Ceratosauria y Tetanurae)                                                   |
|  | |

|  | Dilophosaurus                                            |
|  |                                                          |
|  | Ter{opods Jurásicos (incluye a Ceratosauria y Tetanurae) |
|  |                                                          |

|  | Staurikosaurus                                                 |
|  |                                                                |
|  | \| \| Herrerasaurus \| \| \| \| \| \| Chindesaurus \| \| \| \| |
|  |                                                                |
|  | Herrerasaurus                                                  |
|  |                                                                |
|  | Chindesaurus                                                   |
|  |                                                                |

|  | Herrerasaurus |
|  |               |
|  | Chindesaurus  |
|  |               |

|  | Coelophysis |
|  |             |

|  | Cryolophosaurus                                                                                            |
|  | |
|  | \| \| Dilophosaurus \| \| \| \| \| \| Ter{opods Jurásicos (incluye a Ceratosauria y Tetanurae) \| \| \| \| |
|  | |
|  | Dilophosaurus                                                                                              |
|  | |
|  | Ter{opods Jurásicos (incluye a Ceratosauria y Tetanurae)                                                   |
|  | |

|  | Dilophosaurus                                            |
|  |                                                          |
|  | Ter{opods Jurásicos (incluye a Ceratosauria y Tetanurae) |
|  |                                                          |

|  | Cryolophosaurus                                                                                            |
|  | |
|  | \| \| Dilophosaurus \| \| \| \| \| \| Ter{opods Jurásicos (incluye a Ceratosauria y Tetanurae) \| \| \| \| |
|  | |
|  | Dilophosaurus                                                                                              |
|  | |
|  | Ter{opods Jurásicos (incluye a Ceratosauria y Tetanurae)                                                   |
|  | |

|  | Dilophosaurus                                            |
|  |                                                          |
|  | Ter{opods Jurásicos (incluye a Ceratosauria y Tetanurae) |
|  |                                                          |

|  | Cryolophosaurus                                                                                            |
|  | |
|  | \| \| Dilophosaurus \| \| \| \| \| \| Ter{opods Jurásicos (incluye a Ceratosauria y Tetanurae) \| \| \| \| |
|  | |
|  | Dilophosaurus                                                                                              |
|  | |
|  | Ter{opods Jurásicos (incluye a Ceratosauria y Tetanurae)                                                   |
|  | |

|  | Dilophosaurus                                            |
|  |                                                          |
|  | Ter{opods Jurásicos (incluye a Ceratosauria y Tetanurae) |
|  |                                                          |

|  | Cryolophosaurus                                                                                            |
|  | |
|  | \| \| Dilophosaurus \| \| \| \| \| \| Ter{opods Jurásicos (incluye a Ceratosauria y Tetanurae) \| \| \| \| |
|  | |
|  | Dilophosaurus                                                                                              |
|  | |
|  | Ter{opods Jurásicos (incluye a Ceratosauria y Tetanurae)                                                   |
|  | |

|  | Dilophosaurus                                            |
|  |                                                          |
|  | Ter{opods Jurásicos (incluye a Ceratosauria y Tetanurae) |
|  |                                                          |

|  | Coelophysis |
|  |             |

|  | Cryolophosaurus                                                                                            |
|  | |
|  | \| \| Dilophosaurus \| \| \| \| \| \| Ter{opods Jurásicos (incluye a Ceratosauria y Tetanurae) \| \| \| \| |
|  | |
|  | Dilophosaurus                                                                                              |
|  | |
|  | Ter{opods Jurásicos (incluye a Ceratosauria y Tetanurae)                                                   |
|  | |

|  | Dilophosaurus                                            |
|  |                                                          |
|  | Ter{opods Jurásicos (incluye a Ceratosauria y Tetanurae) |
|  |                                                          |

|  | Cryolophosaurus                                                                                            |
|  | |
|  | \| \| Dilophosaurus \| \| \| \| \| \| Ter{opods Jurásicos (incluye a Ceratosauria y Tetanurae) \| \| \| \| |
|  | |
|  | Dilophosaurus                                                                                              |
|  | |
|  | Ter{opods Jurásicos (incluye a Ceratosauria y Tetanurae)                                                   |
|  | |

|  | Dilophosaurus                                            |
|  |                                                          |
|  | Ter{opods Jurásicos (incluye a Ceratosauria y Tetanurae) |
|  |                                                          |

|  | Cryolophosaurus                                                                                            |
|  | |
|  | \| \| Dilophosaurus \| \| \| \| \| \| Ter{opods Jurásicos (incluye a Ceratosauria y Tetanurae) \| \| \| \| |
|  | |
|  | Dilophosaurus                                                                                              |
|  | |
|  | Ter{opods Jurásicos (incluye a Ceratosauria y Tetanurae)                                                   |
|  | |

|  | Dilophosaurus                                            |
|  |                                                          |
|  | Ter{opods Jurásicos (incluye a Ceratosauria y Tetanurae) |
|  |                                                          |

|  | Cryolophosaurus                                                                                            |
|  | |
|  | \| \| Dilophosaurus \| \| \| \| \| \| Ter{opods Jurásicos (incluye a Ceratosauria y Tetanurae) \| \| \| \| |
|  | |
|  | Dilophosaurus                                                                                              |
|  | |
|  | Ter{opods Jurásicos (incluye a Ceratosauria y Tetanurae)                                                   |
|  | |

|  | Dilophosaurus                                            |
|  |                                                          |
|  | Ter{opods Jurásicos (incluye a Ceratosauria y Tetanurae) |
|  |                                                          |

|  | Coelophysis |
|  |             |

|  | Cryolophosaurus                                                                                            |
|  | |
|  | \| \| Dilophosaurus \| \| \| \| \| \| Ter{opods Jurásicos (incluye a Ceratosauria y Tetanurae) \| \| \| \| |
|  | |
|  | Dilophosaurus                                                                                              |
|  | |
|  | Ter{opods Jurásicos (incluye a Ceratosauria y Tetanurae)                                                   |
|  | |

|  | Dilophosaurus                                            |
|  |                                                          |
|  | Ter{opods Jurásicos (incluye a Ceratosauria y Tetanurae) |
|  |                                                          |

|  | Cryolophosaurus                                                                                            |
|  | |
|  | \| \| Dilophosaurus \| \| \| \| \| \| Ter{opods Jurásicos (incluye a Ceratosauria y Tetanurae) \| \| \| \| |
|  | |
|  | Dilophosaurus                                                                                              |
|  | |
|  | Ter{opods Jurásicos (incluye a Ceratosauria y Tetanurae)                                                   |
|  | |

|  | Dilophosaurus                                            |
|  |                                                          |
|  | Ter{opods Jurásicos (incluye a Ceratosauria y Tetanurae) |
|  |                                                          |

|  | Cryolophosaurus                                                                                            |
|  | |
|  | \| \| Dilophosaurus \| \| \| \| \| \| Ter{opods Jurásicos (incluye a Ceratosauria y Tetanurae) \| \| \| \| |
|  | |
|  | Dilophosaurus                                                                                              |
|  | |
|  | Ter{opods Jurásicos (incluye a Ceratosauria y Tetanurae)                                                   |
|  | |

|  | Dilophosaurus                                            |
|  |                                                          |
|  | Ter{opods Jurásicos (incluye a Ceratosauria y Tetanurae) |
|  |                                                          |

|  | Cryolophosaurus                                                                                            |
|  | |
|  | \| \| Dilophosaurus \| \| \| \| \| \| Ter{opods Jurásicos (incluye a Ceratosauria y Tetanurae) \| \| \| \| |
|  | |
|  | Dilophosaurus                                                                                              |
|  | |
|  | Ter{opods Jurásicos (incluye a Ceratosauria y Tetanurae)                                                   |
|  | |

|  | Dilophosaurus                                            |
|  |                                                          |
|  | Ter{opods Jurásicos (incluye a Ceratosauria y Tetanurae) |
|  |                                                          |

|  | Coelophysis |
|  |             |

|  | Cryolophosaurus                                                                                            |
|  | |
|  | \| \| Dilophosaurus \| \| \| \| \| \| Ter{opods Jurásicos (incluye a Ceratosauria y Tetanurae) \| \| \| \| |
|  | |
|  | Dilophosaurus                                                                                              |
|  | |
|  | Ter{opods Jurásicos (incluye a Ceratosauria y Tetanurae)                                                   |
|  | |

|  | Dilophosaurus                                            |
|  |                                                          |
|  | Ter{opods Jurásicos (incluye a Ceratosauria y Tetanurae) |
|  |                                                          |

|  | Cryolophosaurus                                                                                            |
|  | |
|  | \| \| Dilophosaurus \| \| \| \| \| \| Ter{opods Jurásicos (incluye a Ceratosauria y Tetanurae) \| \| \| \| |
|  | |
|  | Dilophosaurus                                                                                              |
|  | |
|  | Ter{opods Jurásicos (incluye a Ceratosauria y Tetanurae)                                                   |
|  | |

|  | Dilophosaurus                                            |
|  |                                                          |
|  | Ter{opods Jurásicos (incluye a Ceratosauria y Tetanurae) |
|  |                                                          |

|  | Cryolophosaurus                                                                                            |
|  | |
|  | \| \| Dilophosaurus \| \| \| \| \| \| Ter{opods Jurásicos (incluye a Ceratosauria y Tetanurae) \| \| \| \| |
|  | |
|  | Dilophosaurus                                                                                              |
|  | |
|  | Ter{opods Jurásicos (incluye a Ceratosauria y Tetanurae)                                                   |
|  | |

|  | Dilophosaurus                                            |
|  |                                                          |
|  | Ter{opods Jurásicos (incluye a Ceratosauria y Tetanurae) |
|  |                                                          |

|  | Cryolophosaurus                                                                                            |
|  | |
|  | \| \| Dilophosaurus \| \| \| \| \| \| Ter{opods Jurásicos (incluye a Ceratosauria y Tetanurae) \| \| \| \| |
|  | |
|  | Dilophosaurus                                                                                              |
|  | |
|  | Ter{opods Jurásicos (incluye a Ceratosauria y Tetanurae)                                                   |
|  | |

|  | Dilophosaurus                                            |
|  |                                                          |
|  | Ter{opods Jurásicos (incluye a Ceratosauria y Tetanurae) |
|  |                                                          |

|  | Coelophysis |
|  |             |

|  | Cryolophosaurus                                                                                            |
|  | |
|  | \| \| Dilophosaurus \| \| \| \| \| \| Ter{opods Jurásicos (incluye a Ceratosauria y Tetanurae) \| \| \| \| |
|  | |
|  | Dilophosaurus                                                                                              |
|  | |
|  | Ter{opods Jurásicos (incluye a Ceratosauria y Tetanurae)                                                   |
|  | |

|  | Dilophosaurus                                            |
|  |                                                          |
|  | Ter{opods Jurásicos (incluye a Ceratosauria y Tetanurae) |
|  |                                                          |

|  | Cryolophosaurus                                                                                            |
|  | |
|  | \| \| Dilophosaurus \| \| \| \| \| \| Ter{opods Jurásicos (incluye a Ceratosauria y Tetanurae) \| \| \| \| |
|  | |
|  | Dilophosaurus                                                                                              |
|  | |
|  | Ter{opods Jurásicos (incluye a Ceratosauria y Tetanurae)                                                   |
|  | |

|  | Dilophosaurus                                            |
|  |                                                          |
|  | Ter{opods Jurásicos (incluye a Ceratosauria y Tetanurae) |
|  |                                                          |

|  | Cryolophosaurus                                                                                            |
|  | |
|  | \| \| Dilophosaurus \| \| \| \| \| \| Ter{opods Jurásicos (incluye a Ceratosauria y Tetanurae) \| \| \| \| |
|  | |
|  | Dilophosaurus                                                                                              |
|  | |
|  | Ter{opods Jurásicos (incluye a Ceratosauria y Tetanurae)                                                   |
|  | |

|  | Dilophosaurus                                            |
|  |                                                          |
|  | Ter{opods Jurásicos (incluye a Ceratosauria y Tetanurae) |
|  |                                                          |

|  | Cryolophosaurus                                                                                            |
|  | |
|  | \| \| Dilophosaurus \| \| \| \| \| \| Ter{opods Jurásicos (incluye a Ceratosauria y Tetanurae) \| \| \| \| |
|  | |
|  | Dilophosaurus                                                                                              |
|  | |
|  | Ter{opods Jurásicos (incluye a Ceratosauria y Tetanurae)                                                   |
|  | |

|  | Dilophosaurus                                            |
|  |                                                          |
|  | Ter{opods Jurásicos (incluye a Ceratosauria y Tetanurae) |
|  |                                                          |

|  | Coelophysis |
|  |             |

|  | Cryolophosaurus                                                                                            |
|  | |
|  | \| \| Dilophosaurus \| \| \| \| \| \| Ter{opods Jurásicos (incluye a Ceratosauria y Tetanurae) \| \| \| \| |
|  | |
|  | Dilophosaurus                                                                                              |
|  | |
|  | Ter{opods Jurásicos (incluye a Ceratosauria y Tetanurae)                                                   |
|  | |

|  | Dilophosaurus                                            |
|  |                                                          |
|  | Ter{opods Jurásicos (incluye a Ceratosauria y Tetanurae) |
|  |                                                          |

|  | Cryolophosaurus                                                                                            |
|  | |
|  | \| \| Dilophosaurus \| \| \| \| \| \| Ter{opods Jurásicos (incluye a Ceratosauria y Tetanurae) \| \| \| \| |
|  | |
|  | Dilophosaurus                                                                                              |
|  | |
|  | Ter{opods Jurásicos (incluye a Ceratosauria y Tetanurae)                                                   |
|  | |

|  | Dilophosaurus                                            |
|  |                                                          |
|  | Ter{opods Jurásicos (incluye a Ceratosauria y Tetanurae) |
|  |                                                          |

|  | Cryolophosaurus                                                                                            |
|  | |
|  | \| \| Dilophosaurus \| \| \| \| \| \| Ter{opods Jurásicos (incluye a Ceratosauria y Tetanurae) \| \| \| \| |
|  | |
|  | Dilophosaurus                                                                                              |
|  | |
|  | Ter{opods Jurásicos (incluye a Ceratosauria y Tetanurae)                                                   |
|  | |

|  | Dilophosaurus                                            |
|  |                                                          |
|  | Ter{opods Jurásicos (incluye a Ceratosauria y Tetanurae) |
|  |                                                          |

|  | Cryolophosaurus                                                                                            |
|  | |
|  | \| \| Dilophosaurus \| \| \| \| \| \| Ter{opods Jurásicos (incluye a Ceratosauria y Tetanurae) \| \| \| \| |
|  | |
|  | Dilophosaurus                                                                                              |
|  | |
|  | Ter{opods Jurásicos (incluye a Ceratosauria y Tetanurae)                                                   |
|  | |

|  | Dilophosaurus                                            |
|  |                                                          |
|  | Ter{opods Jurásicos (incluye a Ceratosauria y Tetanurae) |
|  |                                                          |

|  | Coelophysis |
|  |             |

|  | Cryolophosaurus                                                                                            |
|  | |
|  | \| \| Dilophosaurus \| \| \| \| \| \| Ter{opods Jurásicos (incluye a Ceratosauria y Tetanurae) \| \| \| \| |
|  | |
|  | Dilophosaurus                                                                                              |
|  | |
|  | Ter{opods Jurásicos (incluye a Ceratosauria y Tetanurae)                                                   |
|  | |

|  | Dilophosaurus                                            |
|  |                                                          |
|  | Ter{opods Jurásicos (incluye a Ceratosauria y Tetanurae) |
|  |                                                          |

|  | Cryolophosaurus                                                                                            |
|  | |
|  | \| \| Dilophosaurus \| \| \| \| \| \| Ter{opods Jurásicos (incluye a Ceratosauria y Tetanurae) \| \| \| \| |
|  | |
|  | Dilophosaurus                                                                                              |
|  | |
|  | Ter{opods Jurásicos (incluye a Ceratosauria y Tetanurae)                                                   |
|  | |

|  | Dilophosaurus                                            |
|  |                                                          |
|  | Ter{opods Jurásicos (incluye a Ceratosauria y Tetanurae) |
|  |                                                          |

|  | Cryolophosaurus                                                                                            |
|  | |
|  | \| \| Dilophosaurus \| \| \| \| \| \| Ter{opods Jurásicos (incluye a Ceratosauria y Tetanurae) \| \| \| \| |
|  | |
|  | Dilophosaurus                                                                                              |
|  | |
|  | Ter{opods Jurásicos (incluye a Ceratosauria y Tetanurae)                                                   |
|  | |

|  | Dilophosaurus                                            |
|  |                                                          |
|  | Ter{opods Jurásicos (incluye a Ceratosauria y Tetanurae) |
|  |                                                          |

|  | Cryolophosaurus                                                                                            |
|  | |
|  | \| \| Dilophosaurus \| \| \| \| \| \| Ter{opods Jurásicos (incluye a Ceratosauria y Tetanurae) \| \| \| \| |
|  | |
|  | Dilophosaurus                                                                                              |
|  | |
|  | Ter{opods Jurásicos (incluye a Ceratosauria y Tetanurae)                                                   |
|  | |

|  | Dilophosaurus                                            |
|  |                                                          |
|  | Ter{opods Jurásicos (incluye a Ceratosauria y Tetanurae) |
|  |                                                          |

|  | Coelophysis |
|  |             |

|  | Cryolophosaurus                                                                                            |
|  | |
|  | \| \| Dilophosaurus \| \| \| \| \| \| Ter{opods Jurásicos (incluye a Ceratosauria y Tetanurae) \| \| \| \| |
|  | |
|  | Dilophosaurus                                                                                              |
|  | |
|  | Ter{opods Jurásicos (incluye a Ceratosauria y Tetanurae)                                                   |
|  | |

|  | Dilophosaurus                                            |
|  |                                                          |
|  | Ter{opods Jurásicos (incluye a Ceratosauria y Tetanurae) |
|  |                                                          |

|  | Cryolophosaurus                                                                                            |
|  | |
|  | \| \| Dilophosaurus \| \| \| \| \| \| Ter{opods Jurásicos (incluye a Ceratosauria y Tetanurae) \| \| \| \| |
|  | |
|  | Dilophosaurus                                                                                              |
|  | |
|  | Ter{opods Jurásicos (incluye a Ceratosauria y Tetanurae)                                                   |
|  | |

|  | Dilophosaurus                                            |
|  |                                                          |
|  | Ter{opods Jurásicos (incluye a Ceratosauria y Tetanurae) |
|  |                                                          |

|  | Cryolophosaurus                                                                                            |
|  | |
|  | \| \| Dilophosaurus \| \| \| \| \| \| Ter{opods Jurásicos (incluye a Ceratosauria y Tetanurae) \| \| \| \| |
|  | |
|  | Dilophosaurus                                                                                              |
|  | |
|  | Ter{opods Jurásicos (incluye a Ceratosauria y Tetanurae)                                                   |
|  | |

|  | Dilophosaurus                                            |
|  |                                                          |
|  | Ter{opods Jurásicos (incluye a Ceratosauria y Tetanurae) |
|  |                                                          |

|  | Cryolophosaurus                                                                                            |
|  | |
|  | \| \| Dilophosaurus \| \| \| \| \| \| Ter{opods Jurásicos (incluye a Ceratosauria y Tetanurae) \| \| \| \| |
|  | |
|  | Dilophosaurus                                                                                              |
|  | |
|  | Ter{opods Jurásicos (incluye a Ceratosauria y Tetanurae)                                                   |
|  | |

|  | Dilophosaurus                                            |
|  |                                                          |
|  | Ter{opods Jurásicos (incluye a Ceratosauria y Tetanurae) |
|  |                                                          |

|  | Coelophysis |
|  |             |

|  | Cryolophosaurus                                                                                            |
|  | |
|  | \| \| Dilophosaurus \| \| \| \| \| \| Ter{opods Jurásicos (incluye a Ceratosauria y Tetanurae) \| \| \| \| |
|  | |
|  | Dilophosaurus                                                                                              |
|  | |
|  | Ter{opods Jurásicos (incluye a Ceratosauria y Tetanurae)                                                   |
|  | |

|  | Dilophosaurus                                            |
|  |                                                          |
|  | Ter{opods Jurásicos (incluye a Ceratosauria y Tetanurae) |
|  |                                                          |

|  | Cryolophosaurus                                                                                            |
|  | |
|  | \| \| Dilophosaurus \| \| \| \| \| \| Ter{opods Jurásicos (incluye a Ceratosauria y Tetanurae) \| \| \| \| |
|  | |
|  | Dilophosaurus                                                                                              |
|  | |
|  | Ter{opods Jurásicos (incluye a Ceratosauria y Tetanurae)                                                   |
|  | |

|  | Dilophosaurus                                            |
|  |                                                          |
|  | Ter{opods Jurásicos (incluye a Ceratosauria y Tetanurae) |
|  |                                                          |

|  | Cryolophosaurus                                                                                            |
|  | |
|  | \| \| Dilophosaurus \| \| \| \| \| \| Ter{opods Jurásicos (incluye a Ceratosauria y Tetanurae) \| \| \| \| |
|  | |
|  | Dilophosaurus                                                                                              |
|  | |
|  | Ter{opods Jurásicos (incluye a Ceratosauria y Tetanurae)                                                   |
|  | |

|  | Dilophosaurus                                            |
|  |                                                          |
|  | Ter{opods Jurásicos (incluye a Ceratosauria y Tetanurae) |
|  |                                                          |

|  | Cryolophosaurus                                                                                            |
|  | |
|  | \| \| Dilophosaurus \| \| \| \| \| \| Ter{opods Jurásicos (incluye a Ceratosauria y Tetanurae) \| \| \| \| |
|  | |
|  | Dilophosaurus                                                                                              |
|  | |
|  | Ter{opods Jurásicos (incluye a Ceratosauria y Tetanurae)                                                   |
|  | |

|  | Dilophosaurus                                            |
|  |                                                          |
|  | Ter{opods Jurásicos (incluye a Ceratosauria y Tetanurae) |
|  |                                                          |

|  | Coelophysis |
|  |             |

|  | Cryolophosaurus                                                                                            |
|  | |
|  | \| \| Dilophosaurus \| \| \| \| \| \| Ter{opods Jurásicos (incluye a Ceratosauria y Tetanurae) \| \| \| \| |
|  | |
|  | Dilophosaurus                                                                                              |
|  | |
|  | Ter{opods Jurásicos (incluye a Ceratosauria y Tetanurae)                                                   |
|  | |

|  | Dilophosaurus                                            |
|  |                                                          |
|  | Ter{opods Jurásicos (incluye a Ceratosauria y Tetanurae) |
|  |                                                          |

|  | Cryolophosaurus                                                                                            |
|  | |
|  | \| \| Dilophosaurus \| \| \| \| \| \| Ter{opods Jurásicos (incluye a Ceratosauria y Tetanurae) \| \| \| \| |
|  | |
|  | Dilophosaurus                                                                                              |
|  | |
|  | Ter{opods Jurásicos (incluye a Ceratosauria y Tetanurae)                                                   |
|  | |

|  | Dilophosaurus                                            |
|  |                                                          |
|  | Ter{opods Jurásicos (incluye a Ceratosauria y Tetanurae) |
|  |                                                          |

|  | Cryolophosaurus                                                                                            |
|  | |
|  | \| \| Dilophosaurus \| \| \| \| \| \| Ter{opods Jurásicos (incluye a Ceratosauria y Tetanurae) \| \| \| \| |
|  | |
|  | Dilophosaurus                                                                                              |
|  | |
|  | Ter{opods Jurásicos (incluye a Ceratosauria y Tetanurae)                                                   |
|  | |

|  | Dilophosaurus                                            |
|  |                                                          |
|  | Ter{opods Jurásicos (incluye a Ceratosauria y Tetanurae) |
|  |                                                          |

|  | Cryolophosaurus                                                                                            |
|  | |
|  | \| \| Dilophosaurus \| \| \| \| \| \| Ter{opods Jurásicos (incluye a Ceratosauria y Tetanurae) \| \| \| \| |
|  | |
|  | Dilophosaurus                                                                                              |
|  | |
|  | Ter{opods Jurásicos (incluye a Ceratosauria y Tetanurae)                                                   |
|  | |

|  | Dilophosaurus                                            |
|  |                                                          |
|  | Ter{opods Jurásicos (incluye a Ceratosauria y Tetanurae) |
|  |                                                          |

|  | Coelophysis |
|  |             |

|  | Cryolophosaurus                                                                                            |
|  | |
|  | \| \| Dilophosaurus \| \| \| \| \| \| Ter{opods Jurásicos (incluye a Ceratosauria y Tetanurae) \| \| \| \| |
|  | |
|  | Dilophosaurus                                                                                              |
|  | |
|  | Ter{opods Jurásicos (incluye a Ceratosauria y Tetanurae)                                                   |
|  | |

|  | Dilophosaurus                                            |
|  |                                                          |
|  | Ter{opods Jurásicos (incluye a Ceratosauria y Tetanurae) |
|  |                                                          |

|  | Cryolophosaurus                                                                                            |
|  | |
|  | \| \| Dilophosaurus \| \| \| \| \| \| Ter{opods Jurásicos (incluye a Ceratosauria y Tetanurae) \| \| \| \| |
|  | |
|  | Dilophosaurus                                                                                              |
|  | |
|  | Ter{opods Jurásicos (incluye a Ceratosauria y Tetanurae)                                                   |
|  | |

|  | Dilophosaurus                                            |
|  |                                                          |
|  | Ter{opods Jurásicos (incluye a Ceratosauria y Tetanurae) |
|  |                                                          |

|  | Cryolophosaurus                                                                                            |
|  | |
|  | \| \| Dilophosaurus \| \| \| \| \| \| Ter{opods Jurásicos (incluye a Ceratosauria y Tetanurae) \| \| \| \| |
|  | |
|  | Dilophosaurus                                                                                              |
|  | |
|  | Ter{opods Jurásicos (incluye a Ceratosauria y Tetanurae)                                                   |
|  | |

|  | Dilophosaurus                                            |
|  |                                                          |
|  | Ter{opods Jurásicos (incluye a Ceratosauria y Tetanurae) |
|  |                                                          |

|  | Cryolophosaurus                                                                                            |
|  | |
|  | \| \| Dilophosaurus \| \| \| \| \| \| Ter{opods Jurásicos (incluye a Ceratosauria y Tetanurae) \| \| \| \| |
|  | |
|  | Dilophosaurus                                                                                              |
|  | |
|  | Ter{opods Jurásicos (incluye a Ceratosauria y Tetanurae)                                                   |
|  | |

|  | Dilophosaurus                                            |
|  |                                                          |
|  | Ter{opods Jurásicos (incluye a Ceratosauria y Tetanurae) |
|  |                                                          |

|  | Coelophysis |
|  |             |

|  | Cryolophosaurus                                                                                            |
|  | |
|  | \| \| Dilophosaurus \| \| \| \| \| \| Ter{opods Jurásicos (incluye a Ceratosauria y Tetanurae) \| \| \| \| |
|  | |
|  | Dilophosaurus                                                                                              |
|  | |
|  | Ter{opods Jurásicos (incluye a Ceratosauria y Tetanurae)                                                   |
|  | |

|  | Dilophosaurus                                            |
|  |                                                          |
|  | Ter{opods Jurásicos (incluye a Ceratosauria y Tetanurae) |
|  |                                                          |

|  | Cryolophosaurus                                                                                            |
|  | |
|  | \| \| Dilophosaurus \| \| \| \| \| \| Ter{opods Jurásicos (incluye a Ceratosauria y Tetanurae) \| \| \| \| |
|  | |
|  | Dilophosaurus                                                                                              |
|  | |
|  | Ter{opods Jurásicos (incluye a Ceratosauria y Tetanurae)                                                   |
|  | |

|  | Dilophosaurus                                            |
|  |                                                          |
|  | Ter{opods Jurásicos (incluye a Ceratosauria y Tetanurae) |
|  |                                                          |

|  | Cryolophosaurus                                                                                            |
|  | |
|  | \| \| Dilophosaurus \| \| \| \| \| \| Ter{opods Jurásicos (incluye a Ceratosauria y Tetanurae) \| \| \| \| |
|  | |
|  | Dilophosaurus                                                                                              |
|  | |
|  | Ter{opods Jurásicos (incluye a Ceratosauria y Tetanurae)                                                   |
|  | |

|  | Dilophosaurus                                            |
|  |                                                          |
|  | Ter{opods Jurásicos (incluye a Ceratosauria y Tetanurae) |
|  |                                                          |

|  | Cryolophosaurus                                                                                            |
|  | |
|  | \| \| Dilophosaurus \| \| \| \| \| \| Ter{opods Jurásicos (incluye a Ceratosauria y Tetanurae) \| \| \| \| |
|  | |
|  | Dilophosaurus                                                                                              |
|  | |
|  | Ter{opods Jurásicos (incluye a Ceratosauria y Tetanurae)                                                   |
|  | |

|  | Dilophosaurus                                            |
|  |                                                          |
|  | Ter{opods Jurásicos (incluye a Ceratosauria y Tetanurae) |
|  |                                                          |

|  | Coelophysis |
|  |             |

|  | Cryolophosaurus                                                                                            |
|  | |
|  | \| \| Dilophosaurus \| \| \| \| \| \| Ter{opods Jurásicos (incluye a Ceratosauria y Tetanurae) \| \| \| \| |
|  | |
|  | Dilophosaurus                                                                                              |
|  | |
|  | Ter{opods Jurásicos (incluye a Ceratosauria y Tetanurae)                                                   |
|  | |

|  | Dilophosaurus                                            |
|  |                                                          |
|  | Ter{opods Jurásicos (incluye a Ceratosauria y Tetanurae) |
|  |                                                          |

|  | Cryolophosaurus                                                                                            |
|  | |
|  | \| \| Dilophosaurus \| \| \| \| \| \| Ter{opods Jurásicos (incluye a Ceratosauria y Tetanurae) \| \| \| \| |
|  | |
|  | Dilophosaurus                                                                                              |
|  | |
|  | Ter{opods Jurásicos (incluye a Ceratosauria y Tetanurae)                                                   |
|  | |

|  | Dilophosaurus                                            |
|  |                                                          |
|  | Ter{opods Jurásicos (incluye a Ceratosauria y Tetanurae) |
|  |                                                          |

|  | Cryolophosaurus                                                                                            |
|  | |
|  | \| \| Dilophosaurus \| \| \| \| \| \| Ter{opods Jurásicos (incluye a Ceratosauria y Tetanurae) \| \| \| \| |
|  | |
|  | Dilophosaurus                                                                                              |
|  | |
|  | Ter{opods Jurásicos (incluye a Ceratosauria y Tetanurae)                                                   |
|  | |

|  | Dilophosaurus                                            |
|  |                                                          |
|  | Ter{opods Jurásicos (incluye a Ceratosauria y Tetanurae) |
|  |                                                          |

|  | Cryolophosaurus                                                                                            |
|  | |
|  | \| \| Dilophosaurus \| \| \| \| \| \| Ter{opods Jurásicos (incluye a Ceratosauria y Tetanurae) \| \| \| \| |
|  | |
|  | Dilophosaurus                                                                                              |
|  | |
|  | Ter{opods Jurásicos (incluye a Ceratosauria y Tetanurae)                                                   |
|  | |

|  | Dilophosaurus                                            |
|  |                                                          |
|  | Ter{opods Jurásicos (incluye a Ceratosauria y Tetanurae) |
|  |                                                          |

|  | Coelophysis |
|  |             |

|  | Cryolophosaurus                                                                                            |
|  | |
|  | \| \| Dilophosaurus \| \| \| \| \| \| Ter{opods Jurásicos (incluye a Ceratosauria y Tetanurae) \| \| \| \| |
|  | |
|  | Dilophosaurus                                                                                              |
|  | |
|  | Ter{opods Jurásicos (incluye a Ceratosauria y Tetanurae)                                                   |
|  | |

|  | Dilophosaurus                                            |
|  |                                                          |
|  | Ter{opods Jurásicos (incluye a Ceratosauria y Tetanurae) |
|  |                                                          |

|  | Cryolophosaurus                                                                                            |
|  | |
|  | \| \| Dilophosaurus \| \| \| \| \| \| Ter{opods Jurásicos (incluye a Ceratosauria y Tetanurae) \| \| \| \| |
|  | |
|  | Dilophosaurus                                                                                              |
|  | |
|  | Ter{opods Jurásicos (incluye a Ceratosauria y Tetanurae)                                                   |
|  | |

|  | Dilophosaurus                                            |
|  |                                                          |
|  | Ter{opods Jurásicos (incluye a Ceratosauria y Tetanurae) |
|  |                                                          |

|  | Cryolophosaurus                                                                                            |
|  | |
|  | \| \| Dilophosaurus \| \| \| \| \| \| Ter{opods Jurásicos (incluye a Ceratosauria y Tetanurae) \| \| \| \| |
|  | |
|  | Dilophosaurus                                                                                              |
|  | |
|  | Ter{opods Jurásicos (incluye a Ceratosauria y Tetanurae)                                                   |
|  | |

|  | Dilophosaurus                                            |
|  |                                                          |
|  | Ter{opods Jurásicos (incluye a Ceratosauria y Tetanurae) |
|  |                                                          |

|  | Cryolophosaurus                                                                                            |
|  | |
|  | \| \| Dilophosaurus \| \| \| \| \| \| Ter{opods Jurásicos (incluye a Ceratosauria y Tetanurae) \| \| \| \| |
|  | |
|  | Dilophosaurus                                                                                              |
|  | |
|  | Ter{opods Jurásicos (incluye a Ceratosauria y Tetanurae)                                                   |
|  | |

|  | Dilophosaurus                                            |
|  |                                                          |
|  | Ter{opods Jurásicos (incluye a Ceratosauria y Tetanurae) |
|  |                                                          |

|  | Coelophysis |
|  |             |

|  | Cryolophosaurus                                                                                            |
|  | |
|  | \| \| Dilophosaurus \| \| \| \| \| \| Ter{opods Jurásicos (incluye a Ceratosauria y Tetanurae) \| \| \| \| |
|  | |
|  | Dilophosaurus                                                                                              |
|  | |
|  | Ter{opods Jurásicos (incluye a Ceratosauria y Tetanurae)                                                   |
|  | |

|  | Dilophosaurus                                            |
|  |                                                          |
|  | Ter{opods Jurásicos (incluye a Ceratosauria y Tetanurae) |
|  |                                                          |

|  | Cryolophosaurus                                                                                            |
|  | |
|  | \| \| Dilophosaurus \| \| \| \| \| \| Ter{opods Jurásicos (incluye a Ceratosauria y Tetanurae) \| \| \| \| |
|  | |
|  | Dilophosaurus                                                                                              |
|  | |
|  | Ter{opods Jurásicos (incluye a Ceratosauria y Tetanurae)                                                   |
|  | |

|  | Dilophosaurus                                            |
|  |                                                          |
|  | Ter{opods Jurásicos (incluye a Ceratosauria y Tetanurae) |
|  |                                                          |

|  | Cryolophosaurus                                                                                            |
|  | |
|  | \| \| Dilophosaurus \| \| \| \| \| \| Ter{opods Jurásicos (incluye a Ceratosauria y Tetanurae) \| \| \| \| |
|  | |
|  | Dilophosaurus                                                                                              |
|  | |
|  | Ter{opods Jurásicos (incluye a Ceratosauria y Tetanurae)                                                   |
|  | |

|  | Dilophosaurus                                            |
|  |                                                          |
|  | Ter{opods Jurásicos (incluye a Ceratosauria y Tetanurae) |
|  |                                                          |

|  | Cryolophosaurus                                                                                            |
|  | |
|  | \| \| Dilophosaurus \| \| \| \| \| \| Ter{opods Jurásicos (incluye a Ceratosauria y Tetanurae) \| \| \| \| |
|  | |
|  | Dilophosaurus                                                                                              |
|  | |
|  | Ter{opods Jurásicos (incluye a Ceratosauria y Tetanurae)                                                   |
|  | |

|  | Dilophosaurus                                            |
|  |                                                          |
|  | Ter{opods Jurásicos (incluye a Ceratosauria y Tetanurae) |
|  |                                                          |

|  | Coelophysis |
|  |             |

|  | Cryolophosaurus                                                                                            |
|  | |
|  | \| \| Dilophosaurus \| \| \| \| \| \| Ter{opods Jurásicos (incluye a Ceratosauria y Tetanurae) \| \| \| \| |
|  | |
|  | Dilophosaurus                                                                                              |
|  | |
|  | Ter{opods Jurásicos (incluye a Ceratosauria y Tetanurae)                                                   |
|  | |

|  | Dilophosaurus                                            |
|  |                                                          |
|  | Ter{opods Jurásicos (incluye a Ceratosauria y Tetanurae) |
|  |                                                          |

|  | Cryolophosaurus                                                                                            |
|  | |
|  | \| \| Dilophosaurus \| \| \| \| \| \| Ter{opods Jurásicos (incluye a Ceratosauria y Tetanurae) \| \| \| \| |
|  | |
|  | Dilophosaurus                                                                                              |
|  | |
|  | Ter{opods Jurásicos (incluye a Ceratosauria y Tetanurae)                                                   |
|  | |

|  | Dilophosaurus                                            |
|  |                                                          |
|  | Ter{opods Jurásicos (incluye a Ceratosauria y Tetanurae) |
|  |                                                          |

|  | Cryolophosaurus                                                                                            |
|  | |
|  | \| \| Dilophosaurus \| \| \| \| \| \| Ter{opods Jurásicos (incluye a Ceratosauria y Tetanurae) \| \| \| \| |
|  | |
|  | Dilophosaurus                                                                                              |
|  | |
|  | Ter{opods Jurásicos (incluye a Ceratosauria y Tetanurae)                                                   |
|  | |

|  | Dilophosaurus                                            |
|  |                                                          |
|  | Ter{opods Jurásicos (incluye a Ceratosauria y Tetanurae) |
|  |                                                          |

|  | Cryolophosaurus                                                                                            |
|  | |
|  | \| \| Dilophosaurus \| \| \| \| \| \| Ter{opods Jurásicos (incluye a Ceratosauria y Tetanurae) \| \| \| \| |
|  | |
|  | Dilophosaurus                                                                                              |
|  | |
|  | Ter{opods Jurásicos (incluye a Ceratosauria y Tetanurae)                                                   |
|  | |

|  | Dilophosaurus                                            |
|  |                                                          |
|  | Ter{opods Jurásicos (incluye a Ceratosauria y Tetanurae) |
|  |                                                          |

## Paleoecología
Zupaysaurus fue descubierto en sedimentos siliciclásticos rojos en la localidad "Quebrada de los Jachaleros" dentro de la Formación Los Colorados de la provincia de La Rioja en Argentina. Esta formación ha sido mostrada por magnetoestratigrafía hasta la etapa Noriense del período Triásico Tardío , hace aproximadamente 228 a 208 millones de años. pero también ha sido asignado a la etapa Rhaetiense ligeramente más joven , que fue hace aproximadamente 208 a 201 millones de años. Ambos ejemplares asignados a este género se encuentran en la colección de la Universidad Nacional de La Rioja en La Rioja, Argentina.
La Formación Los Colorados se interpretó como una antigua llanura aluvial y fue el hogar de varios tipos de dinosaurios sauropodomorfos primitivos, incluidos Riojasaurus, Coloradisaurus y Lessemsaurus, todos los cuales compartían el mismo paleoambiente con Zupaysaurus. Se reconoce como uno de los primeros conjuntos de fauna conocidos dominados por dinosaurios, que eran el 43% del número de especies de tetrápodos conocidas actualmente. Los no dinosaurios que habitaron esta localidad incluyeron pseudosuquios, terápsidos como Cynodontia, otros reptiles primitivos y posibles arcosaurios.